# Tesero
Tesero é uma comuna italiana da região do Trentino-Alto Ádige, província de Trento, com cerca de 2.619 habitantes. Estende-se por uma área de 50 km², tendo uma densidade populacional de 52 hab/km². Faz divisa com Cavalese, Nova Ponente (BZ), Panchià, Pieve Tesino, Predazzo e Ville di Fiemme.